# Rifampicin

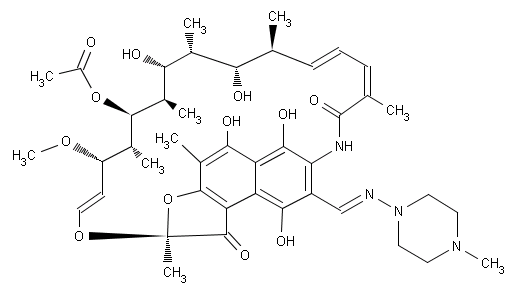
Rifampin

Rifampin (också känt som Rifampicin) är ett halvsyntetiskt antibiotikum som påverkar RNA-syntesen i bakteriella celler. Det har som grundmolekyl rifamycin B, som produceras naturligt av Nocardia mediterraniae ( tidigare känd som Streptomyces mediterranei). Rifampin binder till β-subenheten av RNA-polymeras och hämmar dess funktion. Den binder inte till den katalytiska ytan utan blockerar tunneln där RNA-molekylen går ut, vilket leder till att transkriptionen stannar och RNA-polymeraset fastnar på DNA. 
Rifampin används i sjukvården endast för att behandla tuberkulos (Mycobacterium tuberculosis). Bakterier utvecklar relativt lätt resistens mot medlet, eftersom mutationer i tunneln där rifampin verkar sällan gör enzymet obrukbart. Därför används alltid rifampin i kombination med andra antibiotika, som Isoniazid och Streptomycin, vilket minskar risken för resistensutveckling. 